# 보바리즘
보바리즘(Bovarysme)이란 특히 일부 신경질적인 젊은이들에게서 발견되는, 감정적·사회적인 면에서의 불만족스러운 상태를 말한다. 지나치게 거대하고 헛된 야망, 또는 상상과 소설속으로의 도피라는 뜻도 있다. 보바리즘은 특히 소설 속의 인물이 가진 대단한 자아를 말하는데, 부부생활에서의 성적인 좌절을 뜻하기도 한다.
보바리즘이라는 용어는 귀스타브 플로베르의 소설 《보바리 부인》에서 유래한 명사다. 쥘 드 고티에는 1892년에 쓴 그의 첫 에세이에서, '보바리즘'이라는 말을 플로베르의 심리학용어라고 소개했다. 이는 이미 오노레 드 발자크가 쓴 소설 속 30세 여성으로 구현된 개념인데, 플로베르는 여기서 영감을 얻었다. 삐에르 바르베리는 자신이 보바리즘을 고안했다고 얘기하기도 했다.
플로베르의 소설에서, 엠마 보바리는 젊었을 적에 특이한 낭만주의 작품을 많이 읽었다. 그녀의 결혼생활은 그녀의 꿈을 형성하는 것과는 거리가 멀었고, 그녀에게 좌절과 환멸을 가져오게 된다. 그녀는 자신의 보잘 것 없는 남편인 샤를르 보바리에게 마음을 주지 않지만, 그녀가 만난 애인들도 대단하지 않았으므로 역시 만족하지 못한다.